# グランディ級数
無限級数 1 − 1 + 1 − 1 + … は次のように書き表すことができる。
{\displaystyle \sum _{n=0}^{\infty }(-1)^{n}}
この級数はグランディ級数（グランディきゅうすう、英: Grandi's series）と呼ばれることがある。グランディ級数という名前は、1703年にこの級数に関する議論において重要な貢献をした、イタリアの数学者であり哲学者である神父のルイージ・グイード・グランディに因む。グランディ級数は発散級数であり、通常の意味では和を持たない。その一方で、グランディ級数のチェザロ和は 1/2 となる。

## 発見的方法
グランディ級数
{\displaystyle 1-1+1-1+1-1+1-1+\cdots ,}
に切り込むための一つの明快な方法は、それを畳み込み級数のように扱い、適当に差分を取ることである：
{\displaystyle \left(1-1\right)+\left(1-1\right)+\left(1-1\right)+\cdots =0+0+0+\cdots =0.}
同様に違った括弧の取り方をすると明らかに矛盾した結果が得られる。
{\displaystyle 1+\left(-1+1\right)+\left(-1+1\right)+\left(-1+1\right)+\cdots =1+0+0+0+\cdots =1.}
このように、グランディ級数に対して異なる括弧の取り方をすると、0 か 1 かの「値」を得ることができる（このアイデアを発展させたものはアイレンベルク＝メイザー・スウィンドルと呼ばれ、結び目理論や代数学で用いられることがある）。
グランディ級数を発散幾何級数として扱う方法を用いると、通常の収束する幾何級数（等比級数）と同じように代数的な操作の下で、グランディ級数に対する第三の値が得られる：
{\displaystyle S:=1-1+1-1+\cdots }
{\displaystyle 1-S=1-\left(1-1+1-1+\cdots \right)=1-1+1-1+\cdots =S}
より S = 1/2 を得る。
同様の結論が −S を計算することでも得られ、S を引き 2S = 1 を解くことで確かめられる。
上記の取り扱いでは、その級数の和がどのような意味を持つのか考えていなかった。それでも、級数に括弧を自由に付けられることを重視し、更にそれらを算術的に扱えることをより重視するならば、次の 2 つの結論に到達する：
- 級数 1 − 1 + 1 − 1 + … は和を持たない[1][2]。
- しかしその和は 1/2 でなければならない [2]。

実際、これらの主張は厳密かつ形式的に示せるが、それは19世紀に成立した明確に定義された数学的概念を用いてのみ行うことができる。17世紀後半にヨーロッパで解析学が導入された後、現代のような厳密な取り扱いがまだない時代には、上述の相反するような解答は、当時の数学者達の間に「終わりなき」「暴力的な」と形容されるような論争を巻き起こす燃料になっていた。

## 発散
現代の数学では、無限級数の和はその部分和によって与えられる数列の極限として、その極限が存在する場合に限り定義される。グランディ級数の部分和の数列は 1, 0, 1, 0, … であり、これはどのような数にも近づくことはない（2 つの集積点を 0 と 1 に持つにも拘らず）。従ってグランディ級数は発散する。 
このことは、一見して無害な、独立な項の並べ替えなどの級数の操作が、級数が絶対収束しない限りは無効であり、絶対収束しない級数に対してそのような操作をすると、与えられる和が変わってしまうことを示している。 更に、グランディ級数は各項を並べ替えることで、集積点の間隔を、0 や 1 だけでなく、2 やそれより大きな連続する整数に持たせることができる。たとえば、級数
{\displaystyle 1+1+1+1+1-1-1+1+1-1-1+1+1-1-1+1+1-\cdots }
（最初の 5 つの項は +1、後の項は 2 つの −1 と +1 が交代で現れる）はグランディ級数の項を並べ替えたものであり、
この級数に対応する値は元の級数から高々 4 だけ離れた点にある。級数の集積点は 3, 4, 5 である。

## 総和法による計算
通常の意味ではグランディ級数は収束しないが、総和法の適用によっては収束し、収束値 S = 1/2 に意味を与えることができる。以下では、グランディ級数の各項を
{\displaystyle a_{n}=(-1)^{n}\quad (n=0,1,2,\dots )}
とし、第n項目までの部分和を
{\displaystyle s_{n}=\sum _{l=0}^{n-1}a_{l}}
と表す。

### チェザロ総和法
チェザロ総和法では、第n項目までの部分和 sn について、相加平均
{\displaystyle \sigma _{n}={\frac {s_{0}+\cdots +s_{n-1}}{n}}\quad (n=1,2,\dots )}
とその極限を考え、その収束値が S になるとき、S にチェザロ総和可能と呼ぶ。グランディ級数では n の偶奇に応じて、
{\displaystyle {\begin{aligned}\sigma _{2m}&={\frac {1}{2}}&(m=1,2,\dots )\\\sigma _{2m+1}&={\frac {m}{2m+1}}&(m=0,1,\dots )\end{aligned}}}
で、床関数を用いると
{\displaystyle \sigma _{m}={\frac {\lfloor m/2\rfloor }{m}}}
である。
{\displaystyle \lim _{n\to \infty }\sigma _{n}={\frac {1}{2}}}
であるから、チェザロ総和は S = 1/2 となる。

### アーベル総和法
x を |x| < 1 を満たす実数とし、収束因子 xn をグランディ級数の各項 an = (−1)n に乗ずると、ベキ級数
{\displaystyle f(x)=\sum _{n=0}^{\infty }(-1)^{n}x^{n}=1-x+x^{2}+\cdots }
は、|x| < 1 で
{\displaystyle f(x)={\frac {1}{1+x}}}
に一様収束する。ここで、左極限をとれば、
{\displaystyle \lim _{x\to 1-}{f(x)}={\frac {1}{2}}}
である。一般に |x| < 1 で収束するベキ級数 ∑∞
n=0 anxn が
{\displaystyle \lim _{x\to 1-}\sum _{n=0}^{\infty }a_{n}x^{n}=S}
を満たすとき、∑∞
n=0 an は値 S にアーベル総和可能という。このアーベル総和法の定義に従えば、グランディ級数は S = 1/2 にアーベル総和可能である。